# Patrik Ouředník
Patrik Ouředník, ve francouzském kontextu někdy Patrick (* 23. dubna 1957 Praha), je česky a francouzsky tvořící spisovatel a překladatel, žijící ve Francii.

## Život
Narodil se v roce 1957 v Praze v rodině lékaře a středoškolské učitelky francouzštiny, Francouzky italského původu. V 70. letech se podílel na činnosti Jazzové sekce, v roce 1979 podepsal petici VONSu za propuštění politických vězňů v Československu, čímž se mu uzavřel přístup k vysokoškolskému studiu. Vystřídal řadu různých zaměstnání, mj. jako knihkupecký příručí, archivář, skladník, sanitář, listonoš, domácí dělník. Současně se aktivně věnoval šachu. V roce 1984 emigroval do Francie, kde zprvu pracoval jako šachový konzultant, později jako knihovník. Večerně vystudoval francouzskou literaturu, poté jako volný posluchač dějiny idejí a dějiny náboženského myšlení. V letech 1986–1998 byl redaktorem a vedoucím literární rubriky ve čtvrtletníku L'Autre Europe. V roce 1992 podnítil založení Svobodné univerzity v Nouallaguetu, kde také v letech 1995–2010 přednášel.
Česky publikoval literární a společensko-kulturní články ve Svědectví a 150 000 slov, francouzsky přispíval do periodik L'Autre Europe, La Nouvelle alternative, Lettre internationale, Liber, Cadmos aj. Ve Francii také uspořádal několik publikací včetně prvního francouzského sborníku studií o Vladimíru Holanovi (1991). Je lektorem a spoluautorem Slovníku autorů a Slovníku literárních děl v nakladatelství Robert Laffont (1994) a autorem hesla „Kultura v Československu“ v Encyclopaedia Universalis (1992). Po roce 1989 publikuje rovněž v českém tisku (Souvislosti, Respekt, Přítomnost, Kritická příloha Revolver Revue, Prostor, Aluze, Host, Deník N aj.). V letech 2003 – 2007 vedl v nakladatelství Paseka ediční řadu Smil: jazykem o jazyce.
Jako překladatel debutoval v samizdatovém sborníku překladů Borise Viana Kroniky, texty, povídky (1978), který sám uspořádal, a oficiálně r. 1984 ve Světové literatuře texty Jacquese Brela. Vlastní tvorbu začal uveřejňovat až po odchodu do Francie. Do povědomí českého čtenáře vstoupil v roce 1988 díky svému „slovníku nekonvenční češtiny“ Šmírbuch jazyka českého a zakrátko si vydobyl pověst spisovatele s mimořádným jazykovým a stylistickým nadáním. Velkého zahraničního ohlasu dosáhly Ouředníkovy prózy Ad acta, Příhodná chvíle, 1855, francouzsky psaný román La fin du monde n'aurait pas eu lieu (č. Konec světa se prý nekonal) a zejména Europeana. Stručné dějiny dvacátého věku, která byla publikována v devětatřiceti jazycích (údaj 2022) a stala se tak nejpřekládanější českou knihou po roce 1989; dočkala se rovněž několika desítek divadelních adaptací, hudebního i celovečerního filmového zpracování.

## Dílo
Dílo Patrika Ouředníka – „nekonvenční“ slovníky, eseje, romány, básně i literární mystifikace – je celé poznamenáno zájmem o předsudky a stereotypy, o dobové diskurzy, o společnost viděnou prizmatem jazyka, který je pro něho vyjádřením „pravdy doby“: „Ve svých knížkách jsem se pokusil vyjít [...] z předpokladu, že je možné vzít za synonymum „pravdy doby“ jazyk té doby – to jest vzít za své jisté množství jazykových automatismů, stereotypů, a přinutit je k tomu, aby jednaly a aby byly mezi sebou konfrontovány stejným způsobem jako tradiční románové postavy.“

### Hlavní prozaická díla
Rok čtyřiadvacet (1995) navazuje na „hru na vzpomínání“, jak ji uvedli do literatury Joe Brainard a Georges Perec. Ve fragmentárních, litanicky pojatých vzpomínkách, uvedených obratem „vzpomínám si“ a překrývajících období let 1965–1989, nechává autor zaznít jak vlastním prožitkům, tak i anonymním reakcím, přičemž „vzpomínky“ mohou být rázu soukromého, anebo naopak reflektovat zásadní společenské a politické události. Prolínání obou rovin, soukromé a veřejné, dodává textu nejen autenticitu, ale vyvolává i okamžitou identifikaci u těch, kteří tuto dobu prožili. V rozhovoru, publikovaném v revui Aluze, Ouředník upřesňuje: „Každá generace má samozřejmě své zasvěcenecké kódy. Rozdíl mezi západními a komunistickými generacemi je v tom, že individuálních prožitků je mnohem méně v komunismu, neboť vše je konotováno a interpretováno politicky, od volby kariéry až po milostný život. Prožitky jsou tudíž kolektivizovány na způsob zemědělské půdy a výsledkem je jakési JZD paměti.“
Europeana (2001) s mystifikačním podtitulkem Stručné dějiny dvacátého věku jsou dekonstrukcí dějinné paměti, stereotypů a diskurzů 20. století v západní společnosti. „Vypravěč do děje nevstupuje a zpřítomněn je pouze v zabarvení řeči, pouze jej tušíme, ale o to naléhavěji na nás dopadá jeho zoufalá ironie. Účinek prózy /.../ vychází z nenápadného stavebního principu blízkého Kolářovým rolážím, v nichž se prolínají dvě obrazové reprodukce rozřezané na úzké pásy. Ouředník takto "rozřezal" dvě základní tematické roviny. První se skládá ze zpráv o otřesné brutalitě válek a revolucí, o kolaboraci vědy a techniky se zlem, bizarních hrách s osvobozeným sexem, mediálním falšování skutečnosti, šílenství spásonosných utopií a dalších projevech vystupňované hysterie lidstva. Druhý výchozí "obraz" tvoří zkratkovitá přehlídka rozmanitých intelektuálních teorií, které Ouředník lapidárním přeformulováním zbavuje spekulativních kouzel a obnažuje jejich základ, z nějž často čiší prázdnota a bezradnost.“
Příhodná chvíle, 1855 (2006) sleduje stejný cíl, restituci „pravdy doby“, v tomto případě společenských utopií 19. století, skrze jazyk. Román popisuje cestu skupiny evropských anarchistů do Brazílie se záměrem založit „bratrskou osadu“ podle návodu jakéhosi „Staršího bratra“. Ouředník tentokrát zvolil dva klasické literární žánry; první část knihy tvoří epistolární román, druhou cestovní deník, kterému však autor dodává „nečekané narativní perspektivy“: v závěru deník vyústí ve čtyři možné konce, přičemž všechny jsou psány stejným vypravěčem a datovány stejným dnem. Podobně jako v Europeanách i zde nalezneme zkratkovité a ideologizované myšlení, truismy a loci communes jedné doby.
V románu Ad acta (2006), který autor doslovu k francouzskému vydání charakterizuje jako „falešnou detektivku a opravdový metafyzický thriller“, se Ouředník vrací do rodné Prahy, „hlavního města bezejmenné země“. Autor se uchyluje k žánru detektivního románu, ale pod záminkou „žánru“ jde o něco jiného: o meditaci o jazyce, který je současně jediným prostředkem k uchopení reality i principem všeho nedorozumění. Podle autora doslovu se zde Ouředníkovi podařilo „uskutečnit starý flaubertovský projekt: napsat román o ničem.“ Ouředník sám k tomu podotýká: „Co je to nic? Vakuum zaplněné jazykem ve smyslu doslovném i přeneseném. Množte se a promlouvejte. Zdání existence, kterou stojí za to vyjádřit, zdání příběhu, který stojí za to napsat, zdání souvislostí, na které stojí za to poukázat. Lidský život ve svých třech polohách: existuji (viz existence), spěji odněkud někam (viz příběh), dává to nějaký smysl (viz souvislosti). Tahle knížka by se taky mohla jmenovat Jenom aby.“
Konec světa se prý nekonal (2017), Ouředníkova druhá francouzsky psaná kniha (česky v překladu Olgy Špilarové) je žánrově rovněž těžko zařaditelná. Jedná se o uchronický román, odehrávající se v blízké budoucnosti „po konci světa“. Sledem krátkých kapitol, někdy jen aforismů, ukazuje autor „dosud nepředstavitelné zhovadění lidstva“. Za použití pestré směsice pravd, polopravd, lží, frází a klišé si vyřizuje účty s naší přítomností. Jednotícím prvkem knihy je příběh francouzského překladatele a bývalého poradce „nejhloupějšího amerického prezidenta všech dob“, který pátrá po svém původu s podezřením, že je potomkem Adolfa Hitlera.

### Próza
- O princi Čekankovi, jak putoval za princeznou, a o všelijakých dobrodružstvích, která se mu přitom přihodila. Volvox Globator 1993; Dybbuk 2008.
- Rok čtyřiadvacet. Volvox Globator 1995; Paseka 2002; Volvox Globator 2019.
- Pojednání o případném pití vína. Volvox Globator 1995; Tako 2002; Volvox Globator 2012.
- Europeana. Stručné dějiny dvacátého věku. Paseka 2001; 2002; 2006; Volvox Globator 2012.
- Příhodná chvíle, 1855. Torst 2006.
- Ad acta. Torst 2006; Volvox Globator 2016.
- Histoire de France. À notre chère disparue (Dějiny Francie. Naší drahé zesnulé). Allia, Paříž 2014. Česky in Souvislosti, 1, 2016.
- La fin du monde n'aurait pas eu lieu (Konec světa se prý nekonal). Allia, Paříž 2017. Česky Torst, 2018; 2019.

### Poezie
- Anebo. Volvox Globator 1992.
- Neřkuli. Mladá fronta 1996.
- Dům bosého. Paseka 2004.

### Divadlo
- Dnes a pozítří. Větrné mlýny 2012.

### Esejistika
- Hledání ztraceného jazyka. Susa 1997.
- Utopus to byl, kdo učinil mě ostrovem. Torst 2010.
- Svobodný prostor jazyka. Torst 2013.
- Antialkorán aneb nejasný svět T. H. Volvox Globator 2017; 2018.

### Lexikografie
- Šmírbuch jazyka českého. Slovník nekonvenční češtiny. Edice K, Paříž 1988; Ivo Železný 1992; Paseka 2005; Volvox Globator 2016.
- Aniž jest co nového pod sluncem. Slova, rčení a úsloví biblického původu. Mladá fronta 1994; Volvox Globator 2011.
- Klíč je ve výčepu. Volvox Globator 2000; 2015.
- Slova v zapomenutí daná. Slovář pro obecný i neobecný lid. Volvox Globator, 2021.

### Ostatní
- Correspondances • Correspondencias • Korrespondentziak (Korespondence s Angelem Erro. Trojjazyčné vydání.) Erein, San Sebastián 2016.

### Překlady z francouzštiny
- Boris Vian: Kroniky, texty, povídky (samizdat 1978; rozšířeno Jazzová sekce 1981, obsahuje Adam, Eva a třetí sex • Farářova vejce • Vlkodlak • Blues pro černého kocoura • Učenliví žáci • Svačinka generálů • Jeho Magnificienci o falzifikátorech války aj.).
- Jacques Brel: Slehlá zem (Světová literatura, 1, 1984).
- Serge Pey: Proroctví (Revue K, 16, 1984).
- Raymond Queneau: Stylistická cvičení (Jazzová sekce, 1985; Volvox Globator, 1994; 2012).
- Michel Butor: Skladiště (Revue K, 19, 1985).
- Samuel Beckett: Čekání na Godota (Odeon, 1986; Větrné mlýny, 2005; Národní divadlo, 2010, Větrné mlýny, 2011).
- Boris Vian: Vlkodlak (Francouzská literatura, I, 1986)
- Samuel Beckett: Veršovánky (Francouzská literatura, I, 1986)
- Marcel Béalu: Živý mrtvý (Francouzská literatura, II, 1988).
- Claude Simon: Pozvání (Svědectví, 85, 1988).
- Samuel Beckett: Katastrofa (Svědectví, 91, 1990).
- Boris Vian: Rozruch v Andénách (Volvox Globator, 1992; 1996; 2001).
- Jacques Vaché: Dopisy z války (Volvox Globator, 1994).
- Boris Vian: Mravenci (Volvox Globator, 1994; 2001, s J. Pelánem).
- Henri Michaux: Jistý Plume (Volvox Globator, 1995).
- François Rabelais: Pantagruelská pranostyka, nesporná & neklamná & neomylná... (Volvox Globator, 1995).
- Alfred Jarry: Spekulace (Volvox Globator, 1997).
- Raymond Queneau: Na ženský je člověk krátkej (Volvox Globator, 2001).
- Boris Vian: Praktická rukojeť Saint-Germain-des-Prés (Revue Labyrint, 11–12, 2002).
- François Rabelais: Pantagruel (Volvox Globator, 2022).

### Překlady z češtiny
- Vladimír Holan: À tue-silence (Éditions K, 1990)
- Jan Skácel: Paysage avec pendules (Éditions K, 1990).
- Ivan Wernisch: Au jour d’ hier (Éditions K, 1990).
- Vladimír Holan: L’Abîme de l’abîme (Plein Chant, 1991).
- Miroslav Holub: Programme minimal (Circé, 1997).
- Jan Zábrana: Toute une vie (Allia, 2005; 2009).

Časopisecky: Jan Neruda, Vladislav Vančura, Bohumil Hrabal, Ota Pavel, Jiří Gruša, Petr Kabeš, Olga Špilarová aj.

### Uspořádal
- Boris Vian (samizdat, Praha 1978).
- Boris Vian (Jazzová sekce, Praha 1981).
- Francouzská literatura I (Paříž 1986).
- Francouzská literatura II (Paříž 1988).
- L'Écrivain et le pouvoir (Paříž 1988).
- Podzimní píseň Paula Verlaina v českých překladech (Paříž 1988, rozšířené vyd., Praha 1993).
- Vladimír Holan (Bassac 1991).
- Des 112 façons desquelles on peut faire rouler un tonneau à huile (Limoges 1999, s J. Pelánem).
- Des 55 espèces de brodequins dont on peut s'entourer les pieds en hiver (Limoges 2001, s J. Pelánem).
- Kde domov můj, varianty a parafráze (Praha 2004).
- La Ruée des poissons. Poésie tchèque (Roanne 2023).

### Pseudonymy
Je známo, že Patrik Ouředník publikuje pod různými pseudonymy. Mezi „přiznaná“ dnes patří Petr Sedlecký, Petr Sedlický a Hana Letenská. Používá také šifer P.O., P.T.O., P.T.T., P.S. a P.P.S.

### Ohlas v zahraničí
Podle vlastních slov autora mají jeho knihy největší ohlas ve frankofonní Evropě, v Itálii a ve Spojených státech. Systematicky se jeho dílem zabývá francouzská literární vědkyně Florence Pellegriniová; její studie vyšla v českém překladu pod názvem Mistr subverze / Dějiny jako fraška v roce 2020 v nakladatelství Volvox Globator.

## Ocenění
- 2023: Cena Josefa Jungmanna (François Rabelais: Pantagruel)
- 2022: Top 10 2022, Observador, Portugalsko (Konec světa)
- 2020: Prix Saphira – Histoire de l'humanité, Francie (Europeana)
- 2019: Nominace: Evropská knižní cena, EU (Rok čtyřiadvacet)
- 2019: Nominace: Prix international Jean Michalski, Švýcarsko (Konec světa)
- 2018: Best European Fiction, USA (Konec světa)
- 2018: Nominace: Prix Marcel Thiry, Belgie (Konec světa)
- 2018: Top 10 2017, Le Temps, Švýcarsko (Konec světa)
- 2018: Magnesia Litera (Antialkorán)
- 2017: Prix Oblique, Francie (Konec světa)
- 2017: Nominace: Prix Jean Arp, Francie (dílo)
- 2014: Státní cena za literaturu (dílo)
- 2013: Cena Toma Stopparda (Svobodný prostor jazyka)
- 2013: Nominace: Cena Českého literárního fondu (Svobodný prostor jazyka)
- 2012: Prix Grignant-les-Adhémar, Francie (Ad acta)
- 2012: Nominace: Prix France Culture, Francie (Ad acta)
- 2012: Top 4 2012, La Reppublica, Itálie (Europeana)
- 2012: Top 10 2012, Mudd Up Book Club, USA (Europeana)
- 2011: Nominace: Book Award AATSEEL, USA (Ad acta)
- 2011: Prix Margueritte Yourcenar, Francie (dílo)
- 2010: Prix Montesquieu, Francie (dílo)
- 2010: The Decade's Best Books, The Guardian, Velká Británie (Europeana)
- 2010: Gourmand World Award Top 4, USA (Pojednání o případném pití vína)
- 2009: Prix Gourmand, Francie (Pojednání o případném pití vína)
- 2007: Nominace: Cena Boženy Němcové (Ad acta)
- 2007: Nominace: Evropská knižní cena, EU (Příhodná chvíle)
- 2007: Libro dell'Anno, La Stampa, Itálie (Příhodná chvíle)
- 2006: Nominace: Prix Amphi, Francie (Příhodná chvíle)
- 2005: Nominace: Cena Evropského parlamentu, EU (Europeana)
- 2005: Top Shelf, The Village Voice, USA (Europeana)
- 2004: Nominace: Prix Médicis Étranger, Francie (Europeana)
- 2001: Kniha roku, Lidové noviny (Europeana)
- 1995: Prémie Obce překladatelů (Pojednání o případném pití vína)
- 1992: Cena Českého rozhlasu (Anebo)

## Zajímavosti

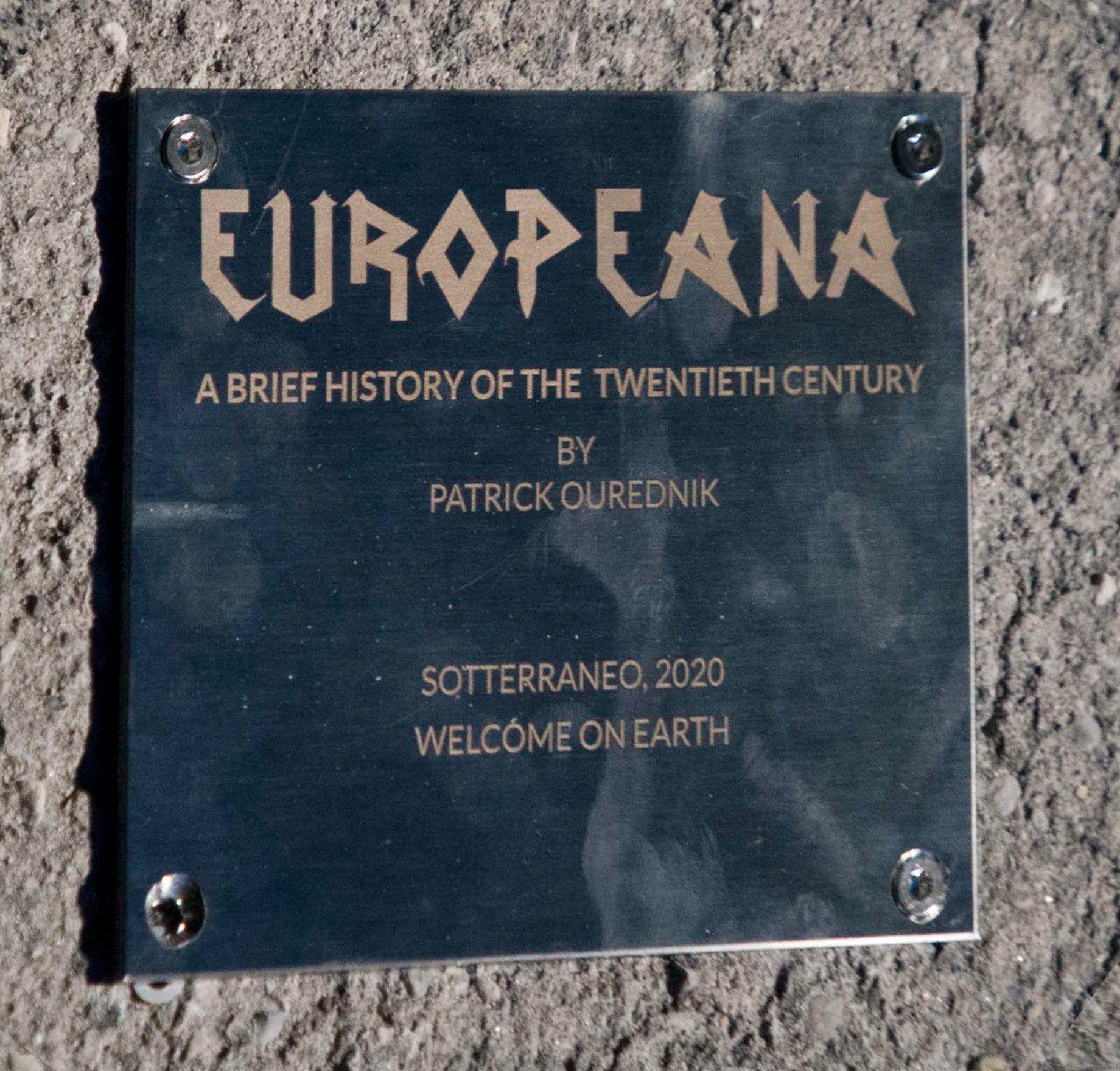

V roce 2020 byl text Europeana převeden do binárního kódu a uložen v časové kapsli poblíž italského města Dro.